# Oropsylla tuberculata
Oropsylla tuberculata är en loppart som först beskrevs av Baker 1904.  Oropsylla tuberculata ingår i släktet Oropsylla och familjen fågelloppor.

## Underarter
Arten delas in i följande underarter:
- O. t. tuberculata
- O. t. cynomuris